# Liste von Persönlichkeiten aus Campo (Vallemaggia)
Diese Liste enthält in Campo (Vallemaggia) geborene Persönlichkeiten und solche, die in Campo (Vallemaggia) ihren Wirkungskreis hatten, ohne dort geboren zu sein. Die Liste erhebt keinen Anspruch auf Vollständigkeit.

## Persönlichkeiten
(Sortierung nach Geburtsjahr)
- Filippo Bernardi (* um 1450 in Campo (Vallemaggia); † nach dem 1504 ebenda), 1484 militärischer Befehlshaber in einem Konflikt mit den ins Ossolatal einfallenden Wallisern, 1504 Konsul der obern Rovana[1][2]

- Familie Pedrazzini. [3]
  - Gaspare Angelo Pedrazzini (* 27. April 1755 in Campo (Vallemaggia); † 1832 ebenda), Sekretär der provisorischen Regierung des Valle Maggia im Februar 1798, Mitglied der Verwaltungskammer des Kantons Lugano 1798–1801.[3]
  - Guglielmo Andrea Pedrazzini (* 23. Oktober 1756 in Campo (Vallemaggia); † 8. August 1831 wahrscheinlich ebenda), von Campo (Vallemaggia), verwaltete die Vogtei Valle Maggia 1789; Tessiner Grossrat 1808–1813, Kantonsrichter 1809; Regierungskommissär für das Valle Maggia 1803.[3][4]
  - Gaspare Pedrazzini (* 27. September 1804 in Campo (Vallemaggia); † 29. September 1868), Sohn des Guglielmo, Notar, Tessiner Grossrat 1834–1844, einer der Führer der Gegenrevolution von 1841, leitete das Gefecht von Ponte Brolla, war 1843 einer der Organisatoren des beabsichtigten Einfalls in das Tessin zum Sturze der radikalen Regierung.[3]
  - Michele Pedrazzini (* 15. August 1827 in Campo (Vallemaggia); † 12. September 1879 ebenda), Advokat, Schulinspektor bis 1848; Tessiner Grossrat 1848–1855, 1859–1864, Präsident 1849 und 1854, Nationalrat 1860–1872, einer der Redaktoren der Riforma federale (1872).[3]
  - Paolo Pedrazzini (* um 1830 in Campo (Vallemaggia); † 1879 ebenda), Politiker, Tessiner Grossrat 1875–1879, er begründete 1860 mit seinem Bruder Guglielmo die liberalkonservative Partei.[3]

- Martino de Pietri (* 1766 in Campo (Vallemaggia); † nach 1807 in Lima), Architekt, studierte an der Akademie Cadix und wurde 1799 von der spanischen Regierung nach Chili zur Gründung einer Akademie gesandt, 1807 nach Lima berufen, baute dort die Kirche der Väter vom Kreuz und das Dominikanerkloster[5][6]
- Francesco Maria Travella (1802–1854), Pfarrer, Schulinspektor und Schriftsteller
- Antonio Pietro Antonini (* um 1445 in Campo (Vallemaggia); † nach dem 1484 ebenda), militärischer Anführer.[7]
- Giovanni und Pietro Antonio Casarotti, Architekten[8]